# 大賀太郎
大賀 太郎（おおが たろう、1967年11月21日 - ）は、日本の俳優。大阪府出身。宝井プロジェクト所属。身長176cm。体重68kg。血液型はB型。

## 出演

### 映画
- SEMI 鳴かない蝉（2003年2月15日、フューズ）
- 難波金融伝ミナミの帝王 スペシャルVer.50劇場版「金貸しの掟」（2004年5月8日、ケイエスエス）
- ワイルド・スピードX3 TOKYO DRIFT（2006年9月16日、UIP）
- FM89.3MHz（2007年1月27日、楽映舎）
- 龍が如く 劇場版（2007年3月3日、東映）
- さくらん（2007年3月31日、アスミック・エース）
- 大阪府警潜入捜査官 -SENNNYU-（2007年6月2日、アイコット）
- 無認可保育園 歌舞伎町 ひよこ組!（2007年10月1日、楽映舎）
- プリンセス トヨトミ（2011年5月28日、東宝）
- 黄金を抱いて翔べ（2012年11月3日、松竹） - トラックの運転手
- ぼくが処刑される未来（2012年11月23日、東映） - TV局の警備員
- ガチバン シリーズ（2008年、2009年、2015年）
  - ガチバン（2008年7月19日）
  - ガチバン NEW GENERATION2（2015年2月14日） - 大山彦組藤臣興業組員 清水次郎
  - 闇金ドッグス（2015年8月1日、AMGエンタテインメント） - 清水次郎
- 覇王I 凶血の系譜（2016年） - 新宿木場一家組員 横井貴洋
- シン・ゴジラ（2016年7月29日、東宝）[4]
- 相棒 -劇場版IV- 首都クライシス 人質は50万人! 特命係 最後の決断（2017年2月11日、東映） - 塚本隆（警視庁江東警察署刑事第一課刑事）
- 星に語りて（2019年3月5日、きょうされん） - 岩淵

### ドラマ
- ショコラ（2003年5月26日 - 7月25日、毎日放送）
- ケータイ捜査官7 第4話（2008年4月23日、テレビ東京） - 強盗犯
- 篤姫 第46話（2008年11月16日、NHK）
- Q.E.D. 証明終了（2009年1月8日 - 3月12日、NHK）
- 時々迷々（NHK）
  - 2009年版
    - 第12話（2009年5月28日）
    - 第22話（2009年8月27日）

  - 時々おとなも迷々（2010年2月17日、NHK）
  - 2011年版 第7話（2011年5月19日、NHK）
- 坂の上の雲（NHK）
  - 坂の上の雲 第二部 第9話（2010年12月26日）
  - 坂の上の雲 総集編 第二部（2011年11月26日）
  - 坂の上の雲 第三部 第1話（2011年12月4日）
- BOSS 2ndシーズン 第11話（2011年6月30日、フジテレビ）
- ドン★キホーテ 第10話（2011年9月17日、日本テレビ）
- 神様の女房 第1話（2011年10月1日、NHK）
- QP 第10話（2011年12月7日、日本テレビ） - 浅野
- Answer〜警視庁検証捜査官（2012年4月18日 - 6月13日、テレビ朝日） - 大賀刑事（レギュラー）
- 梅ちゃん先生 第4話（2012年4月23日 - 4月28日、NHK）
- トッカン -特別国税徴収官-（2012年7月4日 - 9月19日、日本テレビ）※方言指導
- クロコーチ 第3・4話（2013年10月25日・11月1日、TBS）
- 相棒（テレビ朝日）
  - 劇場版III- 序章 第1話（2014年3月29日、dビデオ） - 自衛隊員
  - Season16 最終話（2018年3月14日） - 金剛地理
  - Season22 第16話（2024年2月14日） - 目黒徹
- 吉原裏同心（2014年6月26日 - 9月18日、NHK） - 弥助
- 仮面ライダードライブ 第3話（2014年10月19日、テレビ朝日） - 強盗犯
- 天使のナイフ 第3話（2015年3月8日、WOWOW）
- 伝説の監察医 オニグマの事件簿 第2作（2015年6月1日、TBS）
- ZERO（放送年月日不明、MTV）
- 竜の道 二つの顔の復讐者 第1話（2020年7月28日 - 、関西テレビ・フジテレビ） - 吉江運送の社員
- おいハンサム!! 第1話（2022年1月8日、東海テレビ・フジテレビ） - 焼き芋屋 役
- 邪神の天秤　公安分析班 第9話 (2022年4月10日、WOWOW)

### テレビ番組
- 行列のできる法律相談所（日本テレビ）
- クイズプレゼンバラエティー Qさま!!（テレビ朝日）

### Vシネマ
- 難波金融伝・ミナミの帝王（2003年・2005年）
  - 難波金融伝ミナミの帝王22「男たちの過去」（2003年）
  - 難波金融伝ミナミの帝王29「闇の代理人」（2005年）
  - 難波金融伝ミナミの帝王30「破産の葬列」（2005年）
- 総長賭博（2004年）
- 最後の博徒（2004年）
- 野獣(クーガ)の城 女囚1316（2004年） - 看守
- 猿飛佐助II 闇の軍団（2005年）
- 修羅場の侠たち 伝説の愚連隊（2005年）
- 筋モンリーグ 野球篇（2006年）
- 龍が如く 〜序章〜（2006年）
- 死刑確定4（2006年）
- 岸和田少年愚連隊 カオルちゃん最強伝説 女番哀歌 スケバンエレジィ（2007年） - 灘（花沢の舎弟）
- 実録・大日本菊水会 双龍伝（2007年） - 鳴瀬組組員
- 団鬼六 檸檬夫人（2007年）
- 無許可保育園 歌舞伎町 続・ひよこ組（2007年）
- アラグレ
- ガチバン シリーズ（2009年）
  - ガチバンIV 最狂戦争（2009年） - ヤクザ
  - ガチバンV 竜虎炎上（2009年） - 大阪府立川藤高校「猛虎軍団」
- 新・影の軍団
- 893239（2007年）
- 虎狼の大義（2013年） - 三浦
- 極潰し（2014年） - 坂東組酒井組組員 サトナカ
- ヒロミくん!4 全国総番長への道 〜母を探して放浪記〜（2015年） - 林田やすし
- 疵と掟（2018年） - 安西組台村組組員 柳健一郎
- 闇金ドッグス9（2018年） - 大山彦組系 南天龍組若頭 清水次郎
- 制覇18（2018年） - 玄海一家若頭補佐 石川剛
- 日本統一30,31,32,42,44,53-55（2018年 - 2023年） - 丸神会 中森組組長 中森義雄
- 織田同志会 織田征仁 第九章 最終章（2022年） - 上州 赤城組西組若頭 村井和正
- 極道の紋章レジェンド13（2023年）

### 舞台
- ダンカン主宰「星のお姫様」（2009年）
- 愛しのバックストリート（2012年7月11日 - 7月15日、演出：萩庭貞明）

### ラジオ
- 青春アドベンチャー プリンセス・トヨトミ（2009年11月23日 - 12月4日、NHK-FM放送） - 宇喜多